# (36763) 2000 RJ82
2000 RJ82 (asteroide 36763) é um asteroide da cintura principal. Possui uma excentricidade de 0.18151900 e uma inclinação de 9.68568º.
Este asteroide foi descoberto no dia 1 de setembro de 2000 por LINEAR em Socorro.